# Julie Richardson
Julie Richardson (30 de marzo de 1967) es una ex jugadora profesional de tenis de Nueva Zelanda. Ganó siete títulos de dobles durante su carrera.